# بيل دوغلاس
بيل دوغلاس (بالإنجليزية: Bill Douglas)‏ هو لاعب اتحاد الرغبي أسترالي، (ولد في سيدني في أستراليا 1898  م).